# Charles Butters
Charles Butters (10 de agosto de 1854-27 de noviembre de 1933) fue un estadounidense metalúrgico, ingeniero y propietario de  minas. Graduado de la Universidad de California, se trasladó al sur de África en 1890 para construir una planta de cloración para Hermann Eckstein & Company.  Mientras estuvo allí, Butters fue pionero en el uso del proceso de cianuración de oro para extraer el metal de mineral de baja calidad, lo que abrió nuevos depósitos en Witwatersrand. También desarrolló otros métodos que aumentaron la eficiencia de la extracción. Butters dejó Eckstein en 1894 para fundar conjuntamente una nueva empresa, la Rand Central Ore Reduction Company.  Se unió al Comité de Reforma de Johannesburgo en 1895, un grupo en su mayoría de inmigrantes en Sudáfrica que exigían, entre otras cosas, una constitución estable, un poder judicial independiente y un mejor sistema educativo; participó en el asalto de Jameson, un intento fallido contra la República Sudafricana, y se le multó 2,000 dólares.
Butters regresó a los Estados Unidos en 1898, donde dirigió su propia empresa, Chas. Butters & Co Ltd. En 1907 había amasado una importante fortuna gracias a sus operaciones mineras.  Butters propuso que se permitiera a sus minas en México acuñar su propia moneda, lo que reduciría la oferta de lingotes de plata y aumentaría el precio de venta. Butters se arriesgó a ser fusilado por tomar medidas para proteger sus minas en Nicaragua durante la guerra civil de 1926-27.

## Primeros años y carrera
Charles Butters nació en Haverhill, Massachusetts, el 10 de agosto de 1854.  Después de graduarse en la Universidad de California, trabajó como metalúrgico en minas del oeste de Estados Unidos.

## Sur de África
Butters viajó al Transvaal en 1890 para construir una planta de cloración para tratar el mineral en la mina de oro Robinson para Hermann Eckstein & Company. Durante su estancia en el sur de África, fue pionero en el uso del proceso de cianuración del oro para extraer oro de minerales de baja calidad. Esto revolucionó la minería de oro en Witwatersrand, ya que era mucho más eficiente que los métodos de vaciado en furgoneta y mesa vibratoria y permitió la explotación de muchos depósitos previamente descartados por ser de rendimiento demasiado bajo.  Butters también desarrolló el Distribuidor Mecánico de Butters y Meins, que eliminaba el lodo de los relaves de arena para permitir que fueran tratados mediante el proceso de cianuro, mejorando aún más la eficiencia. En 1894, Butters estaba experimentando con el tratamiento del limo con cal y en tanques de sedimentación para permitir la extracción del oro residual. Butters dejó Hermann Eckstein & Company en 1894 para convertirse en uno de los fundadores de la Rand Central Ore Reduction Company. Se unió al Comité de Reforma de Johannesburgo en 1895 y a finales de ese año participó en la incursión de Jameson. Tras la redada fue detenido, condenado como cómplice y multado 2,000 dólares.

## Regreso a Estados Unidos
Butters regresó a los Estados Unidos en 1898 y dirigió su propia empresa, Chas. Butters & Co Ltd. Se le describió como alguien que había "ganado una magnífica fortuna" en 1907, momento en el que una de sus minas de oro que su compañía compró por $ 40,000 había generado $3 millones en dividendos, con otros $3 millones de reservas explotables identificados en la mina. Butters poseía una gran propiedad en Rockridge, Oakland, California, y en 1911 se opuso a la ampliación del ferrocarril Oakland, Antioch and Eastern, que pasaba por su propiedad y que consideraba una molestia.

### En El Salvador
Contrató a Harry Percival Garthwaite y posteriormente le hizo socio. Poseía minas en La Unión y en Morazán: Butters Silver Mines, Butters Divisadero Company, Potosi Mining Company y San Sebastián Mining Company.

### En México
En 1920, Butters propuso establecer casas de moneda en México para producir monedas de plata que se utilizarían para pagar impuestos al gobierno mexicano y los salarios de los empleados de las minas. Este plan, que llegó a conocerse como el Plan Butters, reduciría la oferta de lingotes de plata, lo que provocaría un aumento en el precio, y permitiría a las minas comprar bienes con monedas para exportar. Los lingotes habían sido previamente transportados a India y China, donde se vendían a un precio fijo bajo la Ley Pittman. Butters creía que el acuerdo anterior beneficiaba al gobierno británico, que controlaba el comercio de plata del este, a expensas de sus minas.

### En Nicaragua
En 1927, Butters se arriesgó a ser fusilado cuando tomó medidas para proteger sus minas en Nicaragua durante la guerra Constitucionalista de Nicaragua. Butters fue empleador de Augusto César Sandino en su mina San Albino; posteriormente, Sandino robó a mano armada 50 libras de dinamita e incluso tomó posesión ilegal de la mina. Butters posteriormente demandó a Wells Fargo y a Union Trust Company por $ 4,828 por facilitar la exportación del oro producido por la mina y robado por Sandino durante su ocupación ilegal.

## Legado
Butters fue miembro asociado de la Institución de Ingenieros Civiles y, en 1931, recibió una medalla de la Sociedad Minera y Metalúrgica de Friburgo, Alemania, por su trabajo de investigación. Butters casó con Jessie Butters y murió en Berkeley, California, el 27 de noviembre de 1933.  Sus documentos se conservan en el archivo de las bibliotecas de la Universidad de California en Berkeley.